# تصرف غیرقانونی
تصرف غیرقانونی عمل پاکسازی زمین‌های جنگلی برای استفاده در کشاورزی یا سایر اهداف است. در قانون زمین انگلستان، تصرف هر بخشی از جنگل سلطنتی بدون اجازه غیرقانونی بود. این بزرگ‌ترین تجاوزی بود که می‌توانست در یک جنگل انجام شود و چیزی بیش از یک اتلاف بود: در حالی که اتلاف جنگل شامل قطع درختان و درختچه‌هایی است که می‌توانند دوباره رشد کنند، تصرف غیرقانونی شامل ریشه‌کن کردن کامل تمام درختان است - نابودی کامل منطقه جنگلی.
اصطلاح «آسارت» همچنین برای قطعه زمینی که به تصرف درآمده بود، استفاده می‌شد. اجاره‌های «آسارت» اجاره‌هایی بودند که به پادشاهی بریتانیا برای زمین‌های جنگلی تصرف شده پرداخت می‌شد. ریشه‌شناسی این کلمه از کلمه فرانسوی «اسارتر» به معنای حذف یا از بین بردن جنگل گرفته شده است. در شمال انگلستان به این کار «ریدینگ» می‌گویند.

## فرایند
در قرون وسطی، زمین‌های پاکسازی‌شده معمولاً زمین‌های عمومی بودند، اما پس از پاکسازی، این فضا به صورت خصوصی مورد استفاده قرار می‌گرفت. این فرایند اشکال مختلفی داشت. معمولاً این کار توسط یک کشاورز انجام می‌شد که قطعه‌ای از جنگل را پاکسازی می‌کرد و یک مزرعه پرچین‌دار باقی می‌گذاشت. با این حال، گاهی اوقات گروه‌هایی از افراد یا حتی کل روستاها این کار را انجام می‌دادند و نتایج به صورت نوارهایی تقسیم و بین کشاورزان مستأجر تقسیم می‌شد. جوامع صومعه‌ای، به ویژه سیسترسیان‌ها، گاهی اوقات و همچنین اربابان محلی، از این کار حمایت می‌کردند. زمین پاکسازی‌شده اغلب یک پرچین پرچین‌دار باقی می‌گذارد که اغلب شامل تعداد زیادی درخت جنگلی مانند لیموترش کوچک برگ یا سرو وحشی است و شامل درختانی است که به ندرت در پرچین‌های کاشته‌شده، مانند فندق، ساکن می‌شوند. نمونه‌هایی از این موارد در دورست، جایی که تفاوت‌هایی در پرچین‌های غرب و شرق شهرستان وجود دارد، در هتفیلد براد اوک در اسکس که پرچین‌های مدرن هنوز از مرزهای یک جنگل باستانی پیروی می‌کنند، و در شلی در سافولک که پرچینی غیرمعمول و طولانی از درختان نمدار شاخه‌دار وجود دارد که بقایای یک جنگل‌زدایی قرن نوزدهمی است، یافت می‌شود.

## تاریخچه
اسارتینگ از دوران میان‌سنگی وجود داشته و اغلب فشارهای جمعیتی را کاهش می‌داد. در طول قرن سیزدهم، اسارتینگ بسیار فعال بود، اما با چالش‌های زیست‌محیطی و اقتصادی در قرن چهاردهم کاهش یافت. مرگ سیاه در اواخر دهه ۱۳۴۰ میلادی، حومه شهرها را خالی از سکنه کرد و بسیاری از مناطق قبلاً اسارتینگ شده به جنگل بازگشتند.
ریچارد مویر، مورخ منظر، اسارتینگ را معمولاً «مانند گاز گرفتن سیب» توصیف کرده است، زیرا معمولاً در مقیاس کوچک انجام می‌شد، اما گاهی اوقات مناطق بزرگی پاکسازی می‌شدند. این روند به‌ویژه در مناطقی که به تغییرات کاربری زمین نیاز داشتند، رایج بود و اغلب با هدف افزایش بهره‌وری زمین‌های کشاورزی انجام می‌گرفت. گاهی اوقات، افرادی در اسارتینگ تخصص داشتند و نام خانوادگی «سارت» را به دست می‌آوردند. این گروه معمولاً تجربه‌ای گسترده در پاکسازی زمین، آماده‌سازی خاک و ایجاد شرایط مناسب برای استفاده مجدد از آن داشتند. در برخی موارد، اسارتینگ بخشی از سیاست‌های توسعه مناطق روستایی محسوب می‌شد و تأثیر قابل‌توجهی بر تغییرات اکولوژیکی و اجتماعی مناطق تحت پوشش داشت.
نام مزارع در بریتانیا گاهی اوقات ریشه خود را در استعمار یا استعمار حفظ می‌کند، مانند: «استوکس»؛ «استیوبینگس»؛ «استیوبس»؛ «سارت»؛ «ریدینگ»؛ «روید»؛ «بریک»؛ «بریچ»؛ یا «هی». بسیاری از مکان‌های شمال فرانسه که «لیس اسارتس» نامیده می‌شوند یا به «سارت» ختم می‌شوند، به این عمل اشاره دارند.

## برای مطالعهٔ بیشتر
- این مقاله شامل متنی از یک نشریه است که اکنون در مالکیت عمومی قرار دارد: چمبرز، افرایم، ویرایش (۱۷۲۸). "آسارت". سیکلوپدیا، یا یک فرهنگ لغت جهانی هنرها و علوم (ویرایش اول). جیمز و جان نپتون و همکاران. صفحهٔ ۱۵۱. بازیابی شده در ۱۱ ژوئن ۲۰۱۴.